# Camera Camera
Camera Camera is een studioalbum van de van oorsprong progressieve-rockband Renaissance uit 1981.
Het waren zware tijden voor de progressieve rock na de punkbeweging. Veel muziekgroepen probeerden met de tijdgeest op muziekgebied mee te gaan. Deze muzikale koerswijziging ging vaak gepaard met een wisseling van personeel. Renaissance maakte beide mee. De songs zijn redelijk kort (naar Renaissance-maatstaven), de orkestbegeleiding is vervangen door de synthesizers; toetsenist en slagwerker vertrokken. Het album laat een veel meer rockachtig geluid horen, maar dan wel verpakt in een jaren 80-sausje, richting new wave. Dat had tot consequentie dat de oudere fans de band lieten vallen als een baksteen, fans van jaren 80-muziek vonden het nog allemaal te symfonisch klinken. De band kwam in het luchtledige te hangen, iets wat veel bands uit de oude symfonische rock overkwam. Daarbij moet men dan nog optellen dat het oude label Warner Brothers de band op straat zette. Het album is opgenomen in de Herne Place Studios te Sunningdale, Berkshire in juni 1981; geluidstechnicus was John Acock, een veteraan in de progressieve rock.
Live scheen het nog wel mee te vallen met de synthpop, maar liefhebbers van progressieve rock uit de jaren 70 lieten het studioalbum vaak links liggen. Naast de muziek moesten ook vaak de hoesontwerpen het ontgelden. De oudere albums hebben wat romantische hoesontwerpen; Camera Camera is een “kaal” ontwerp.
Het album werd uitgebracht door I.R.S. Records.

## Musici
- Annie Haslam - zang
- Jon Camp - basgitaar, gitaar, zang
- Michael Dunford - gitaar, zang
- Peter Gosling - toetsinstrumenten, zang
- Peter Barron - drumkit, percussie, zang

Haslam en Dunford hadden met Gosling gewerkt onder de titel Nevada dat slechts één album uitbracht.

## Composities
1. "Camera Camera" (Camp-Dunford) - 6:05
2. "Faeries (Living At The Bottom Of The Garden)" (Dunford-Gosling) - 4:02
3. "Remember" (Dunford-Thatcher) - 4:36
4. "Bonjour Swansong" (Dunford-Thatcher) - 3:40
5. "Tyrant-Tula" (Camp-Dunford) - 6:00
6. "Okichi-San" (Dunford-Thatcher) - 6:00
7. "Jigsaw" (Dunford-Thatcher) - 5:07
8. "Running Away From You" (Camp) - 3:54
9. "Ukraine Ways" (Camp-Dunford) - 6:26

Het nummer Faeries was een overblijfsel van de opnamen van Nevada. Bonjour Swansong (Vaarwel, zwanenzang) vormde het afscheid van tekstdichteres Betty Thatcher-Newsinger; pijnlijk is dat dat nu juist het nummer is dat het meest lijkt op de oude Renaissance en het beste tot zijn recht komt ook met de jaren 80-synthesizers. De stem van Annie Haslam blijft ongewijzigd helder.
Studio: Renaissance (1969) · Illusion (1971) · Prologue (1972) · Ashes Are Burning (1973) · Turn of the Cards (1974) · Scheherazade and other stories (1975) · Novella (1977) · A Song for All Seasons (1978) · In the Beginning (1978) · Azure d'Or (1979) · Camera Camera (1981) · Time-Line (1983) · Tuscany (2000) · The Mystic and The Muse (ep) (2010) · Grandine il Vento (2012)
Annie Haslams Renaissance: Blessing in Disguise  (1994)
Michael Dunford's Renaissance: The Other Woman  (1994) · Ocean Gypsy (1997)
Live: Live at Carnegie Hall (1976) · Renaissance Live at the Royal Albert Hall (1977) · BBC Sessions (1999) · Day of the Dreamer (2000) · Renaissance Unplugged (2000) · In the Land of the Rising Sun (2002) · Dreams and Omens (2008) · Renaissance DeLane Lea Studios 1973 (2015) · A symphonic journey (2018)
Compilatie: Tales of 1001 Nights (Parts 1 and 2) (1990) · Da Capo (1995) · Songs from Renaissance Days (1997) · Live & Direct (2002)